# 雨量计

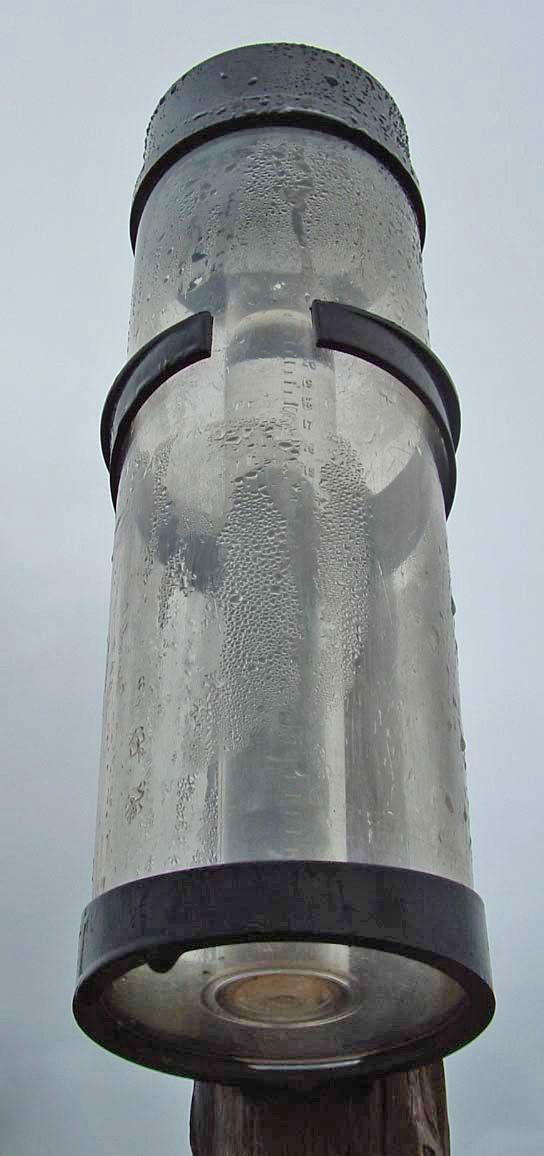
雨量计

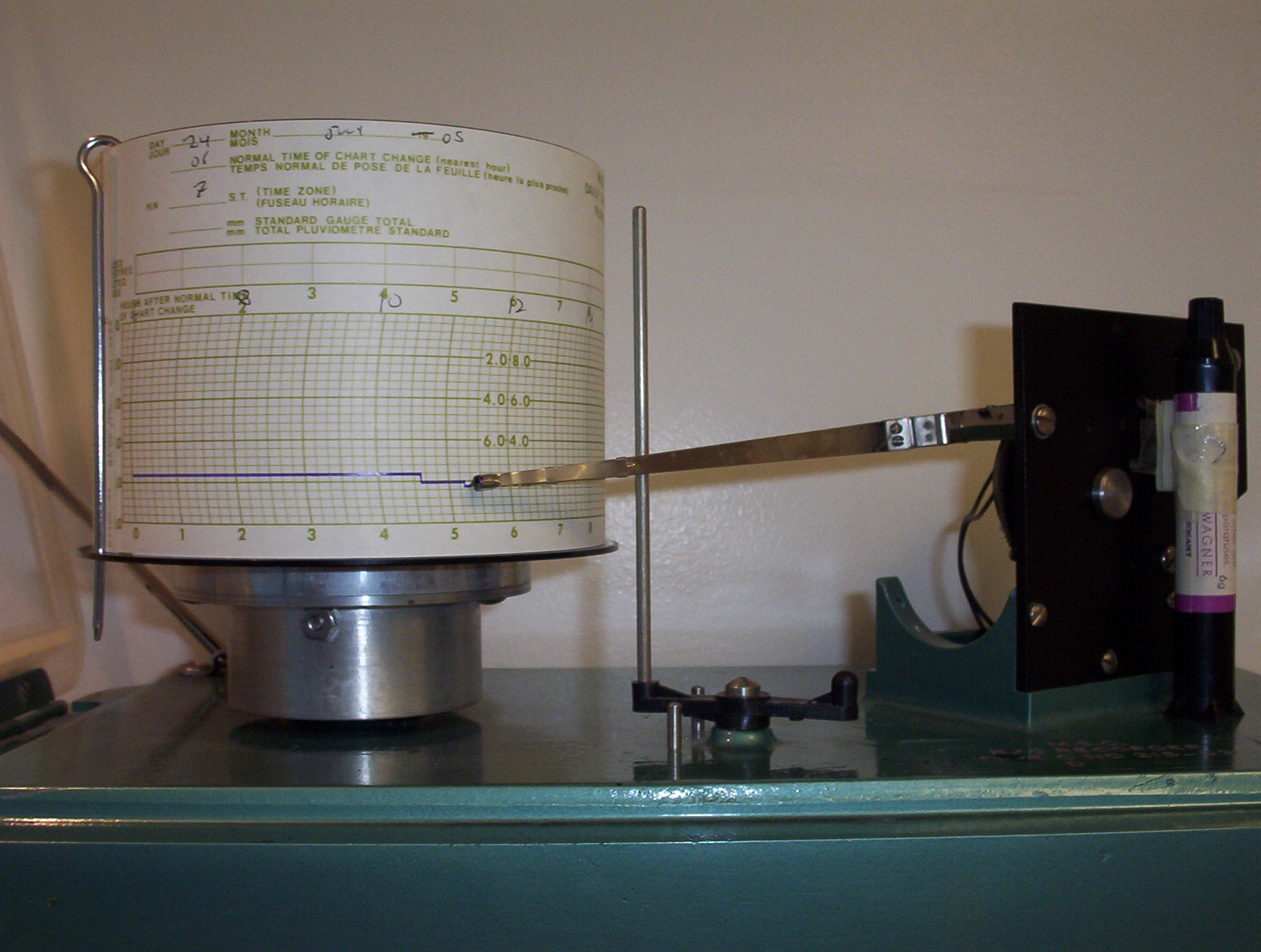
翻斗式雨量计

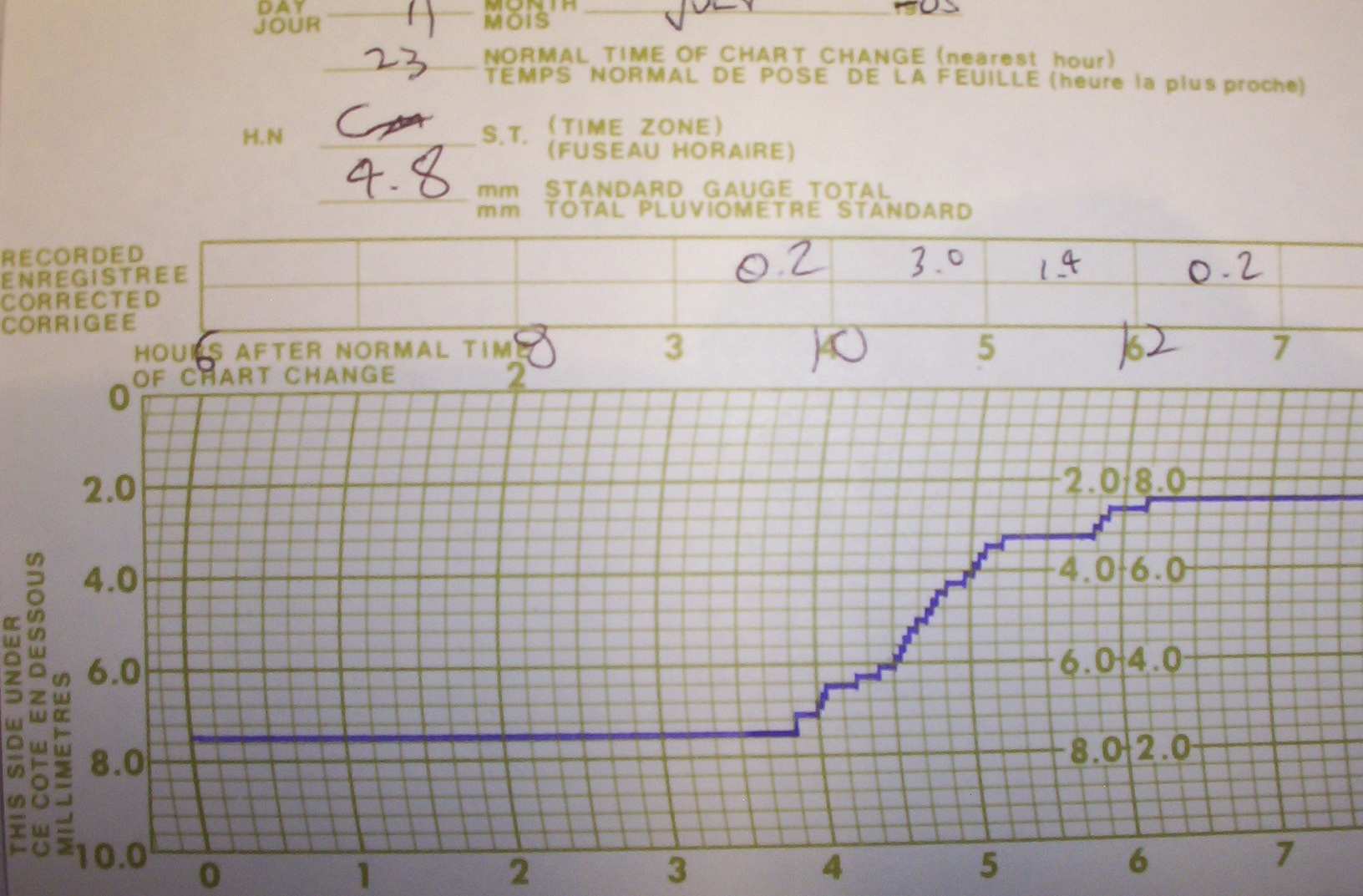
翻斗式雨量计的测量记录

雨量计（或量雨计、测雨计）是一种气象学家和水文学家用来测量一段时间内某地区的降水量的仪器（降雪量的测量则需要使用雪量计）。

## 观测与记录
大部分的雨量计都是以毫米作为测量单位，有时候测量结果也会以英寸或厘米作为单位。
雨量计的读数可以用手工读出或者使用自动气象站（AWS），而观测的频率则可以根据采集单位的要求而变化。
大多数情况下收集的雨水在观测后就不再保留，但也有少数气象站会保留作为污染程度或其他测试的样本。
雨量计的测量是有限制的。在风力过大（热带风暴或飓风）时使用雨量计是没有意义的，因为在对雨量计本身造成伤害的同时，所记录的结果也会有过大的误差。此外，雨水粘附在筒壁或漏斗上，会导致测量结果略微偏小。另一个常见的问题是当温度接近冰点及降雪时，雨水及雪在落到雨量计上时可能会结冰，从而导致漏斗堵塞或其他问题。
与其它气象学仪器一样，雨量计应当放置在远离建筑物和树木的空地上，以最大程度地减小观测误差。

### 雨量計應注意要點
（1）雨量計需設置於平曠地面上，其附近50公尺內需無高出地面一公尺之突出物。

（2）雨量計需妥為防護，使不易被外力損害。

（3）避免設置雨量計於屋頂上或山脊上。

（4）雨量計需垂直於水平面。

（5）觀測需於準確規定時間實施。

（6）需時常校對測得之記錄。

（7）設置之後，不可移動。

（8）雨量計需安置牢固。

## 种类
雨量计的种类很多，常见的有虹吸式雨量计、称重式雨量计、翻斗式雨量计等等。

### 虹吸式雨量计
虹吸式雨量计能连续记录液体降水量和降水时数，从降水记录上还可以了解降水强度。虹吸式雨量计由承水器、浮子室、自记钟和外壳所组成。雨水由最上端的承水口进入承水器，经下部的漏斗汇集，导至浮子室。浮子室是由一个圆筒内装浮子组成，浮子随着注入雨水的增加而上升，并带动自记笔上升。自记钟固定在座板上，转筒由钟机推动作用回转运动，使记录笔在围绕在转筒上的记录纸上画出曲线。记录纸上纵坐标记录雨量，横坐标由自记钟驱动，表示时间。当雨量达到一定高度（比如10毫米）时，浮子室内水面上升到与浮子室连通的虹吸管处，导致虹吸开始，迅速将浮子室内的雨水排入储水瓶，同时自记笔在记录纸上垂直下跌至零线位置，并再次开始雨水的流入而上升，如此往返持续记录降雨过程。记录纸上记录下来的曲线是累积曲线，既表示雨量的大小，又表示降雨过程的变化情况，曲线的斜率表示降雨的强度。从记录纸上可以确定出降雨的起止时间、雨量大小、降雨量累积曲线、降雨强度变化过程等。

### 翻斗式雨量计
傾斗式雨量计是由感应器及信号记录器组成的遥测雨量仪器，感应器由承水器、上傾斗、计量傾斗、计数傾斗、干簧开关等构成；记录器由计数器、记录笔、自记钟、控制线路板等构成。其工作原理为：雨水由最上端的承水口进入承水器，落入接水漏斗，经漏斗口流入傾斗，当积水量达到一定高度（比如0.1毫米）时，傾斗失去平衡翻倒。而每一次傾斗倾倒，都使开关接通电路，向记录器输送一个脉冲信号，记录器控制自记笔将雨量记录下来，如此往复即可将降雨过程测量下来。